# مختل أمريكي (فلم)
المختل الأمريكي (بالإنجليزية: American Psycho) هو فيلم أمريكي أنتج عام 2000. الفيلم مأخوذ عن رواية بريت ايستون ايليس التي لها نفس الاسم من إخراج ماري هارون. وهو من بطولة نجوم كريستيان بيل وويليم دافو وجاريد ليتو وجوش لوكاس وسامانثا ماتيس وكلو سفيني وكارا سيمور وجستن ثيروكس وريس ويذرسبون . وقد عرض الفيلم لأول مرة في مهرجان صاندانس السينمائي في 14 أبريل 2000.
اشترى المنتج إدوارد ر. بريسمان حقوق إنتاج فيلم عن الرواية عام 1992. بعد فشل المناقشات مع ديفيد كروننبرغ، أحضرت هارون لإخراج الفيلم، والتي اختارت كريستيان بيل لتأدية الدور الرئيسي. حصلت ليونزجيت على التوزيع العالمي عام 1997، واستبدلت مؤقتًا هارون وبيل بأوليفر ستون للإخراج وليوناردو ديكابريو لتأدية دور باتريك بيتمان. انسحب ديكابريو من تأدية الدور ليؤدي دور البطولة في فيلم ذا بيتش وأعيد كل من هارون وبيل.
عُرض فيلم مختل أمريكي لأول مرة في مهرجان صندانس السينمائي في 21 يناير عام 2000، وعُرض في دور السينما لأول مرة في 14 أبريل عام 2000. حقق الفيلم نجاحًا ماليًا وكانت معظم التقييمات إيجابية بشكل عام، مع الإشادة بشكل خاص بأداء بيل وبالسيناريو. طور الفيلم منذ ذلك الوقت الكثير من الشهرة والاهتمام.

## الحبكة
في عام 1987، تدور حياة المصرفي الاستثماري الثري في نيويورك باتريك بيتمان حول تناول الطعام في المطاعم العصرية مع الحفاظ على مظهره اللائق لخطيبته إيفلين ودائرته الاجتماعية من الأثرياء السطحيين الذين يكره معظمهم. يصف بيتمان التجهيزات المادية لأسلوب حياته، بما فيها تمرينه الصباحي، روتين التجميل، مصممي ملابسه والأثاث باهظ الثمن. ويناقش أيضًا مجموعته الموسيقية من خلال محاكاة العبارات التي كان قد رآها في مراجعات الموسيقى.
يتباهى بيتمان ورفاقه ببطاقات العمل الخاصة بهم في عرض من الغرور. مدفوعًا بغضبه من تفوق بطاقة زميله في العمل بول آلن، يقتل بيتمان رجلًا متسولًا وكلبه. في حفلة عيد الميلاد، يخطط بيتمان لتناول العشاء مع آلن الذي يخطئ بين بيتمان وزميل عمل آخر. يجعل بيتمان آلن يثمل ويغريه بالعودة إلى شقته. خلال الاستماع إلى أغنية «هيب تو بي سكوير» يقدم بيتمان لآلن مونولوج حول المزايا الفنية للأغنية ثم يقتله بفأس مصقول. يتخلص بيتمان من الجثة، ثم يرتب شقة آلن بحيث يعتقد الآخرون أنه قد ذهب إلى لندن. يُستجوب بيتمان فيما بعد حيال اختفاء آلن من قبل المحقق الخاص دونالد كيمبل.
يصطحب بيتمان إلى منزله عاهرتين، يسميهما كريستي وصابرينا، ويشرح لهما آرائه حول فرقة جينيسيس. بعد ممارسة الجنس، يخرج بيتمان أدواته التي يستعملها للأذى الجسدي. تغادر الامرأتان منزله فيما بعد ملطختان بالدماء وآثار الأذى الجسدي.
يكشف زميل بيتمان لويس كاروثرز عن بطاقة عمل جديدة. يحاول بيتمان قتل لويس في دورة المياه في أحد المطاعم الفاخرة، إلا أن لويس يسيء فهم المحاولة ويظنها محاولة تقرب جنسي فيعترف لبيتمان بحبه له ويفر الأخير مشمئزاً.
بعد قتل عارضة أزياء، يدعو بيتمان سكرتيرته جين للعشاء مقترحًا أن تنضم إليه في شقته لتناول المشروبات. عندما تصل جين، ومن دون علمها، يصوّب بيتمان مسدسًا إلى خلفية رأسها خلال الدردشة معها. عندما يتلقى بيتمان رسالة من إيفلين على جهاز الرد الآلي، يطلب من جين المغادرة.
يلتقي كيمبل ببيتمان على الغداء ويخبره أنه ليس مصدرًا للشك فيا يخص اختفاء آلن. وبينما لا يزال المحقق كيمبل متشككًا في بيتمان، يخبره أن زميلًا لبيتمان قد صادف آلن في لندن متسائلًا عن سبب التحقيق بأكمله. يشعر بيتمان بالارتياح إلا أنه يضطرب ويبدأ بالتشكيك في نفسه.
يدعو بيتمان إليزابيث وكريستي إلى شقة آلن لممارسة الجنس، ويقتل إليزابيث خلال ذلك. تركض كريستي، وتكتشف جثث عدة نساء خلال بحثها عن مخرج. يطاردها بيتمان عاريًا ويسقط عليها منشارًا خلال فرارها على السلم فيقتلها بذلك.
يفسخ بيتمان خطوبته بإيفلين. تلك الليلة، وخلال استخدامه للصراف الآلي، تظهر على الصراف الآلي عبارة «أطعمني قطة ضالة». عندما يستعد لإطلاق النار على القطة، تواجهه امرأة فيطلق النار عليها. تلاحقه الشرطة فيطلق النار على رجال الشرطة الأربعة. يهرب بيتمان إلى مكتبه، ويدخل المبنى الخطأ، ويقتل خلال ذلك حارس أمن وبواب. في المكتب الذي يعتقد أنه مكتبه، يتصل بيتمان بمحاميه هارولد كارنز ويترك بشكل مسعور اعترافًا على جرائم القتل العديدة على جهاز الرد الآلي الخاص بكارنز.
في صباح اليوم التالي، يذهب بيتمان إلى شقة آلن متهيئًا لتنظيف رفات آلن، إلا أنه يصل ليجد الشقة فارغة ومعروضة للبيع. يتظاهر بأنه مشترٍ محتمل، لكن سمسارة العقارات تخدع بيتمان ليكشف أنه ليس هناك لشراء الشقة. تخبره السمسارة فيما بعد أن الشقة ليست لبول آلن، قبل أن تأمره بالمغادرة. عندما يذهب بيتمان للقاء زملائه لتناول الغداء، تجد جين رسومًا تفصيلية للقتل والتشويه في مجلة في مكتب بيتمان فينتابها الذعر. يرى بيتمان كارنز في المطعم ويذكر الرسالة الهاتفية التي تركها في المساء السابق. يقول كارنز ضاحكًا أنه أخطأ بين بيتمان وزميل آخر وقد اعتقد أن الرسالة الهاتفية كانت مجرد مزحة. يشرح بيتمان بشكل يائس من هو ويعترف مرة أخرى بجرائم القتل، لكن كارنز يوبخه قائلًا إن ذلك مستحيل لأنه تناول العشاء منذ فترة قريبة مع آلن في لندن. يعود بيتمان المرتبك والمرهق إلى أصدقائه، ويتناقشون بشكل مختصر عما إذا كان رونالد ريغن مجرد عجوز غير مؤذٍ أو مريض نفسي متخفي ويعودون مجددًا لمناقشة حجوزاتهم للعشاء. متروكًا مع احتمال أن لا أحد يعرف أنه القاتل أم أنه قد هلوس بكافة عمليات القتل تلك، يصدر صوت بيتمان كراوٍ في الخلفية ليكشف إدراكه أنه سينجو من العقوبة التي يعتقد أنه يستحقها وأن ذلك الاعتراف «لم يكن يعني شيئًا»

## روابط خارجية
- مقالات تستعمل روابط فنية بلا صلة مع ويكي بيانات